# Kristoffer Zetterstrand
Kristoffer Zetterstrand (ur. 1973 w Sztokholmie, Szwecja) – szwedzki artysta. Kristoffer Zetterstrand maluje obrazy klasyczne, w których często widoczny jest wpływ grafiki komputerowej.
Jego obrazy znalazły się w grze Minecraft.
Jest szwagrem Markusa Alexej Perssona.

## Niektóre obrazy

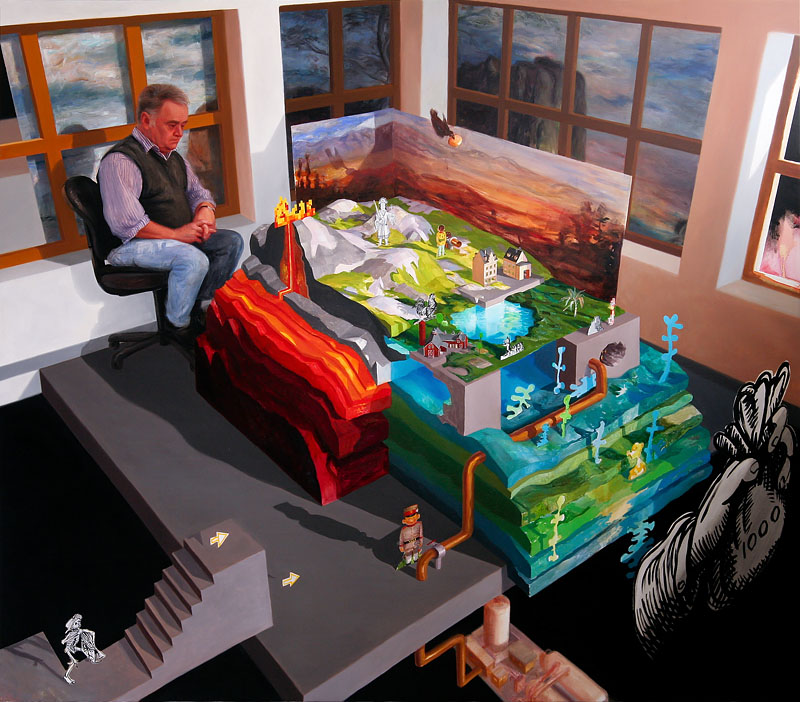
The game, 2009
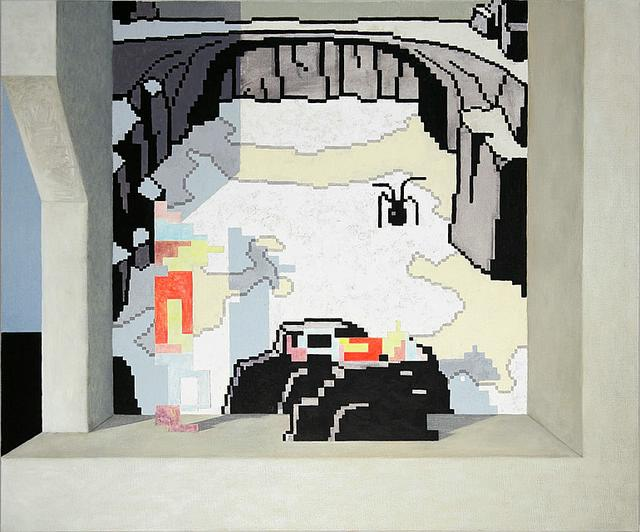
The stage is set, 2006
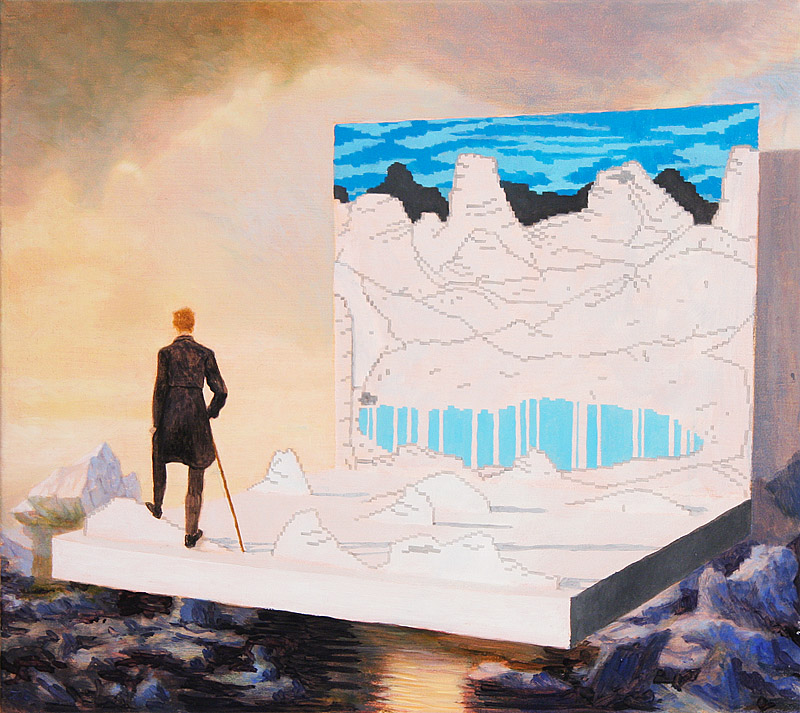
Wanderer, 2008
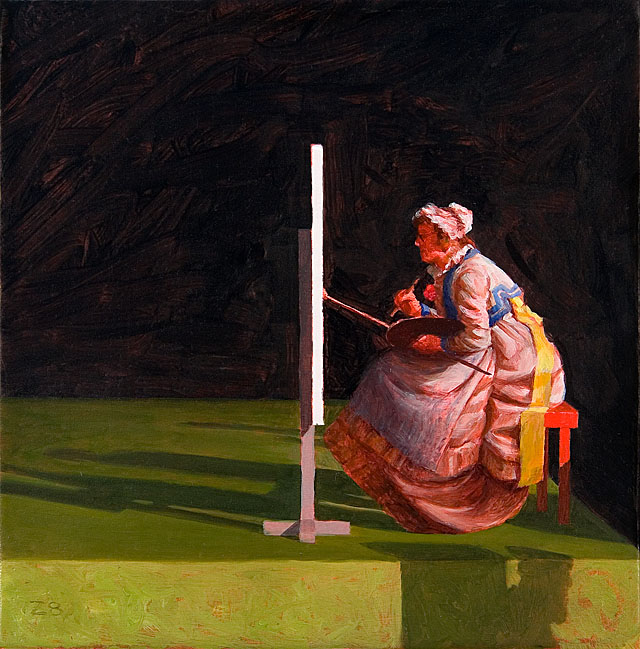
The master, 2008
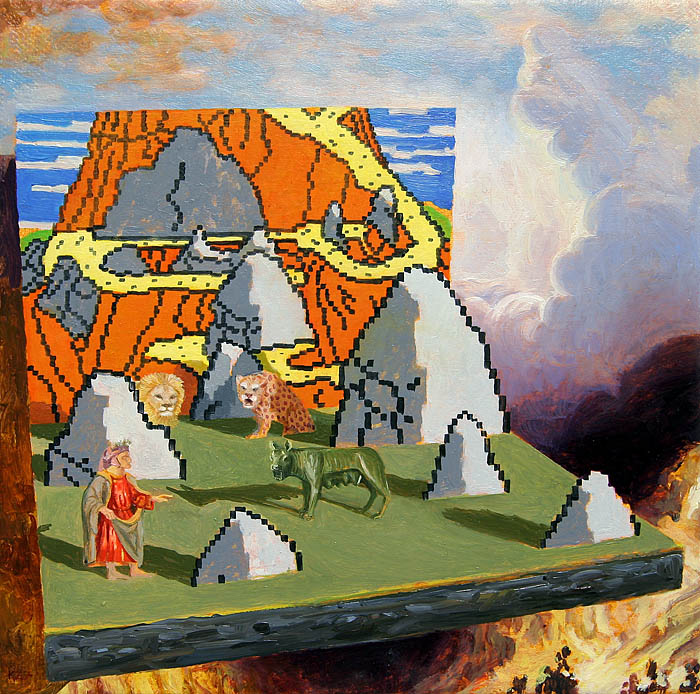
Dante and the three beasts, 2007
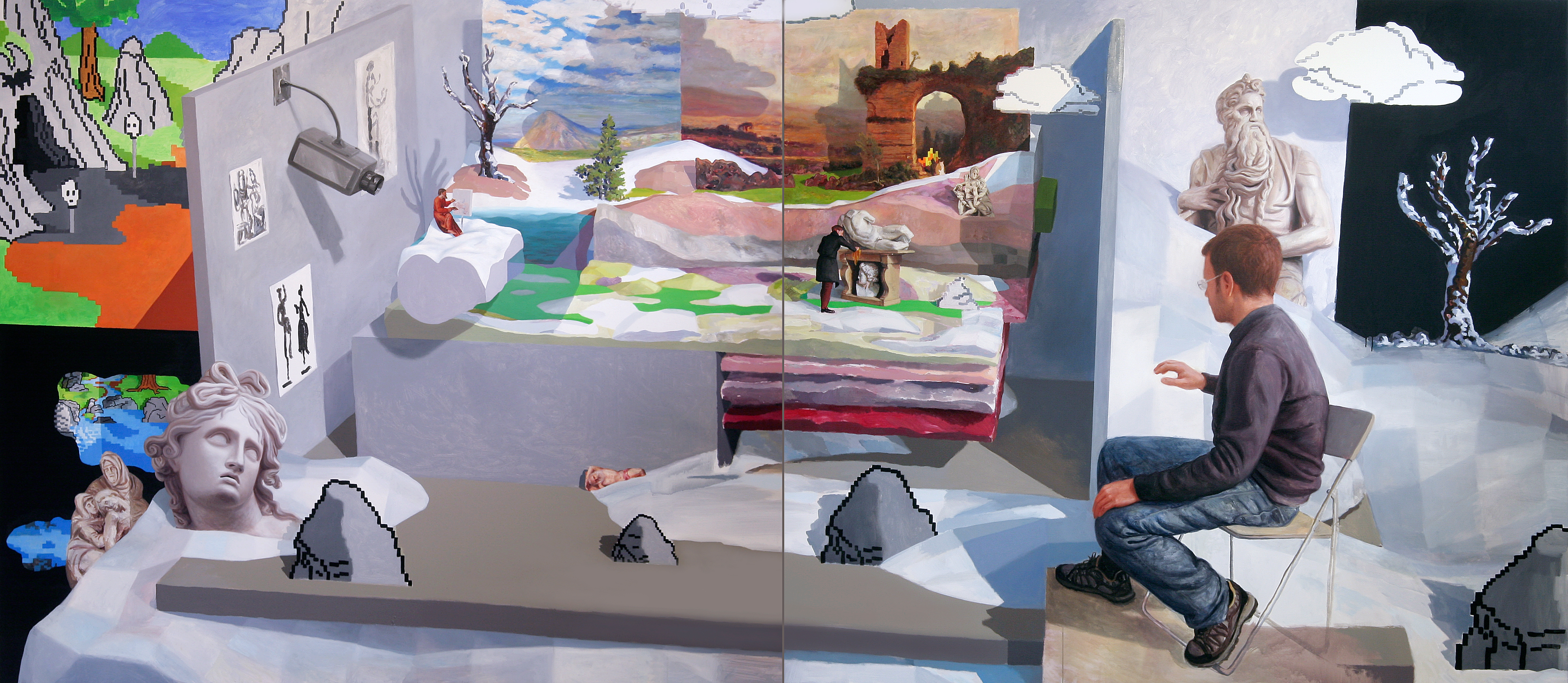
Thawing, 2008
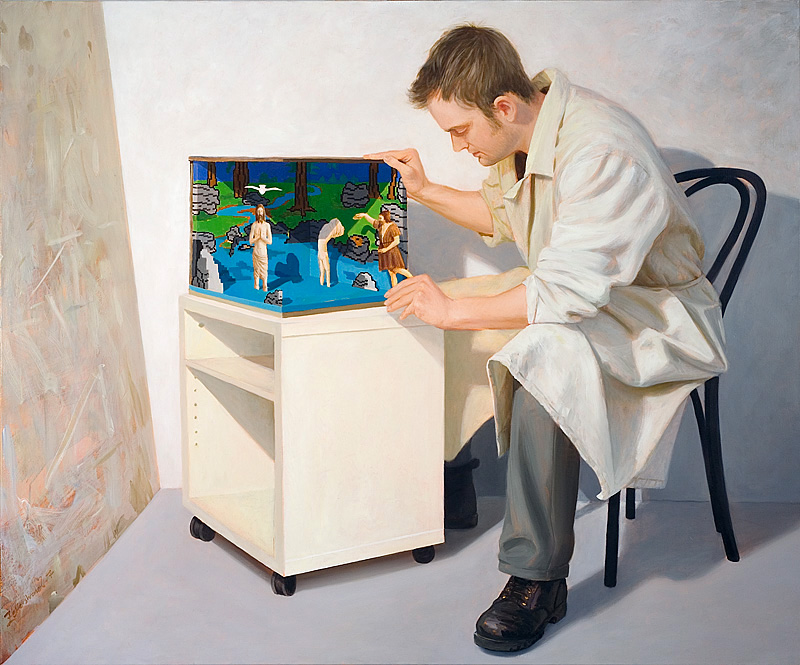
Artist and still life, 2007
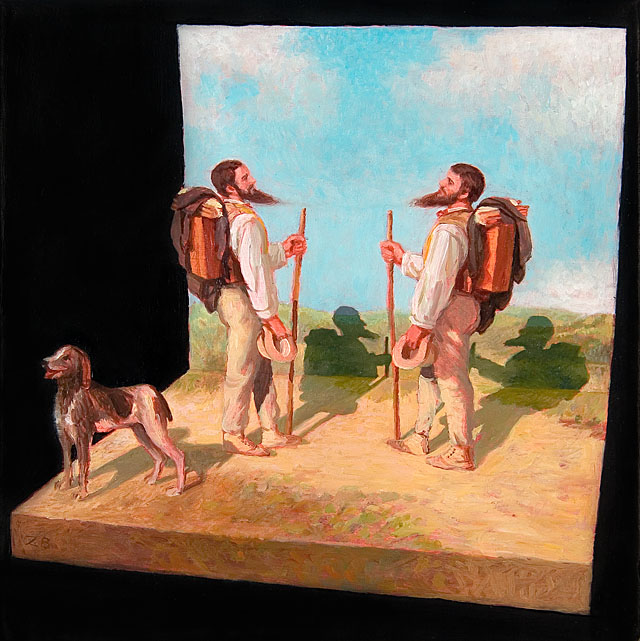
Bonjour Monsieur Courbet, 2008
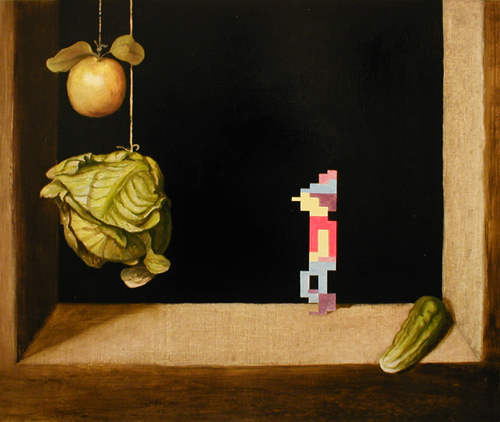
Graham, 2003